# James Dunn (político australiano)
James Patrick Digger Dunn (Liverpool, 20 de agosto de 1887 - 21 de novembro de 1945) foi um político anglo-australiano. Em 1928, ele foi eleito para o Senado Australiano por Nova Gales do Sul, como membro do Partido Trabalhista Australiano.